# Olga Riabinkina
Olga Riabinkina (Rusia, 24 de noviembre de 1976) es una atleta rusa, especialista en la prueba de lanzamiento de peso, en la que ha logrado ser campeona mundial en 2005.

## Carrera deportiva
En el Mundial de Helsinki 2005 ganó la medalla de oro en lanzamiento de peso, alcanzando lo 19.64 metros, y quedando en el podio por delante de la neozelandesa Valerie Vili (plata con 19.62 metros) y la alemana Nadine Kleinert (bronce con 19.07 metros).
Al año siguiente, en el Campeonato Europeo de Atletismo de 2006 ganó el bronce en la misma prueba, llegando hasta los 19.02 metros, siendo superada por la bielorrusa Natallia Kharaneka y la alemana Petra Lammert (plata con 19.17 metros).